# Perdido
Perdido (spanisch für verloren, aufgeschmissen) ist ein Jazzstandard, der von Juan Tizol komponiert (Copyright 1942) und zuerst von Duke Ellington aufgenommen wurde. Das Lied bezieht sich angeblich auf die Perdido Street in New Orleans. Im Jahr 1944 schrieben Ervin Drake und Harry Lenk (Hans Lengsfelder) den Text zum Lied.

## Entstehungsgeschichte
Der Song entstand auf einer Tournee von Ellington und seinem Orchester, zu dem Tizol lange Jahre gehörte. Tizol schrieb den Song nach eigenen Angaben, als er im Zug neben Herb Jeffries saß und reichte ihn dann an Ellington weiter, der gleich ein Arrangement für seine Band verfasste. Bereits am selben Abend spielte das Orchester den Song zum ersten Mal.

## Kennzeichen des Songs
Der Song ist in B-Dur und der Liedform AABA gehalten. Er „ist eine echte Swing-Nummer mit einem markanten Achtelnoten-Riff im A-Teil und einer schmelzenden Blues-Phrase im B-Teil.“ In dem Text wird darauf geachtet, dass das Riff möglichst als „Perdido“ gesungen werden kann: „Perdido, I look for my heart, it’s perdido. I lost it way down in Torrito.“ Entsprechend spielt der Text auch sonst mit spanischen Reimen, etwa von „siesta“ und „fiesta“ oder „bolero“ und „sombrero.“

## Erste Einspielungen
Die erste Einspielung des Duke Ellington Orchestra fand am 3. Dezember 1941 für die Standard Radio Transcription Services statt, deren Tonträger alleine den Radiogesellschaften zur Verfügung standen; die erste reguläre Schallplattenaufnahme fand am 21. Januar 1942 für RCA Victor statt. Diese Aufnahme wurde im darauf folgenden Jahr ein Pophit; am 22. Mai 1943 erreichte sie Platz 21 in der amerikanischen Hitparade. Die Ellington-Band spielte den Song in der Regel als Instrumental-Nummer. Eine Ausnahme bildet die Aufnahme mit Ella Fitzgerald für ihr Album Ella Fitzgerald Sings the Duke Ellington Songbook (Verve), das 1957 aufgenommen wurde. Weitere Aufnahmen Ellingtons, die neben der Originalversion bestehen können, sind seine Quartettaufnahme 1950 mit Oscar Pettiford oder der Bandauftritt 1963 in Paris (The Great Paris Concert). Auch Ellington-Solist Johnny Hodges nahm das Stück mehrfach mit seinen Bands auf.

## Der Weg zum Jazzstandard
Das Lied mit seinem einfachen Thema eignete es sich hervorragend für Jamsessions, etwa im Rahmen der Jazz-at-the-Philharmonic-Tourneen, wo es bereits 1947 von Illinois Jacquet und Flip Phillips in einer Tenor Sax Battle verwendet wurde. Der Song wurde von vielen anderen Künstlern aufgenommen, darunter Art Tatum, Erroll Garner (1944), Stuff Smith (1945), Louis Armstrong, (1956) Quincy Jones, dem Charlie Parker Quintet (1950) und dem um ihn und Dizzy Gillespie versammelten Allstar-Quintett (Jazz at Massey Hall, 1953). Bleibende Vokal-Interpretationen entstanden durch Sarah Vaughan (1954 mit dem Count Basie Orchestra) und Dinah Washington.
Das Stück ist aber nicht nur Bestandteil des Sessionrepertoires, sondern erfährt „in fortgeschrittenen Stilistiken“ des Jazz immer wieder „neue Deutungen“, etwa durch Aki Takase (1982), Jimmy Hamilton und den Clarinet Summit (1987) oder Don Byron (1999) mit einer Latin-Bop-Version.

## Verwendung in Filmen
Das Lied wurde auch in Filmen und Fernsehserien verwendet, darunter in der Aufnahme vom Dave Brubeck Quartett in Woody Allens Film Eine andere Frau aus dem Jahr 1988 und Next Stop, Greenwich Village aus dem Jahr 1976. Die Ellington-Fassung wurde in Die fabelhaften Baker Boys aus dem Jahr 1989 verwendet. Auch in der Serie Die Sopranos fand das Lied seinen Einsatz.